# Hvam Mejeriby
Hvam Mejeriby is een plaats in de Deense regio Midden-Jutland, gemeente Holstebro, en telt 255 inwoners (2007).